# 聖亞納
聖亞納（希伯來語：חַנָּה，或），基督新教譯為聖安娜、聖安妮，在四福音書或古蘭經中都不曾提到她，但傳統上認定這是耶穌之母馬利亞的母親，耶穌的外祖母的名字。

## 基督教會傳統
希伯來語 是恩典、恩寵的意思。在《雅各福音書》中提到，她與聖若亞敬結婚，在塞佛瑞斯生下聖母馬利亞。
對於她的生平，神學家有兩派看法：一派認為她只結過一次婚，另一派認為她曾經結婚三次。根據大馬士革的聖約翰的作品，聖安妮只結過一次婚，對象為聖若亞敬。而中古世紀傳說，她曾經結婚三次，並分別生下三個女兒，聖母馬利亞、革羅罷的妻子馬利亞、馬利亞·莎樂美（Mary Salome）。她的姐妹Sobe，是以利沙伯的母親。

## 伊斯蘭傳統
在伊斯蘭教中，安妮（阿拉伯語：Ḥannah，音譯為亞納）也是一位備受尊崇的對象。她被認為是一位充滿聖德的婦女，並且生下了聖母瑪利亞。她是法各（Faqud）的女兒，直到年老都沒有生下子女。她坐在樹蔭下時，看見一隻鳥正在餵養它的子女，使她決心得到自己的子女。她向真主祈禱，終於懷孕。她的夫婿，被稱為昆蘭的伊姆郎（Imran in the Qur'an），在其子出生前就過世了。亞納希望得到一個兒子，向真主許願，她將會永遠獨身，在寺院中服侍。然而，她得到的是一個女兒。亞納了解，雖然她希望得到兒子，但是真主賜與她一個女兒作為禮物。因此，她為她取名瑪利亞（Maria）。